# یدیگاریان
یدیگاریان (زبان ارمنی: Եդիգարյան), یکی از نام‌های خانوادگی رایج در میان ارمنیان می‌باشد.
- آرتور یدیگاریان، بازیکن فوتبال
- آرداک یدیگاریان، بازیکن فوتبال

## منبع
- Հովակիմյան, Բախտիար (2005). Հայոց ծածկանունների բառարան (PDF). Երևան: ԵՊՀ հրատ.